# Brauerpech

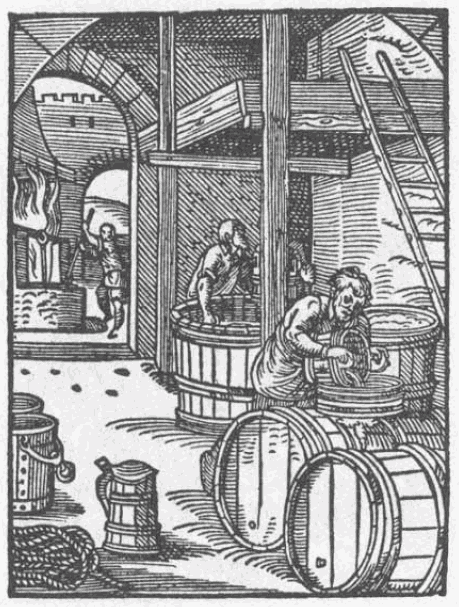
Bierbrauerei um 1568

Als Brauerpech bezeichnet man die gelblichbraune, geschmacksneutrale und geruchsfreie Masse aus Erdfarben, Harzölen, Kolophonium, Pech und Paraffinen, die in der Brauerei zum Abdichten von Holzfässern verwendet wird. Da der Kontakt mit Eichenholz den Geschmack von Bier beeinträchtigt, werden Bierfässer aus Eiche innen mit Brauerpech überzogen.
Das beste Brauerpech wurde im 19. Jahrhundert aus reinem Fichtenharz der Gemeinen Fichte des sächsischen Vogtlandes gewonnen, welches selbst bis nach Dänemark und Schweden exportiert wurde.